# NGC 4369
NGC 4369 (również PGC 40396 lub UGC 7489) – galaktyka spiralna (Sa), znajdująca się w gwiazdozbiorze Psów Gończych. Odkrył ją William Herschel 17 marca 1787 roku.
W galaktyce tej zaobserwowano supernową SN 2005kl.